# Kahoka
Kahoka è un comune degli Stati Uniti d'America, situato nello Stato del Missouri, nella contea di Clark, della quale è il capoluogo.